# Regras do futebol

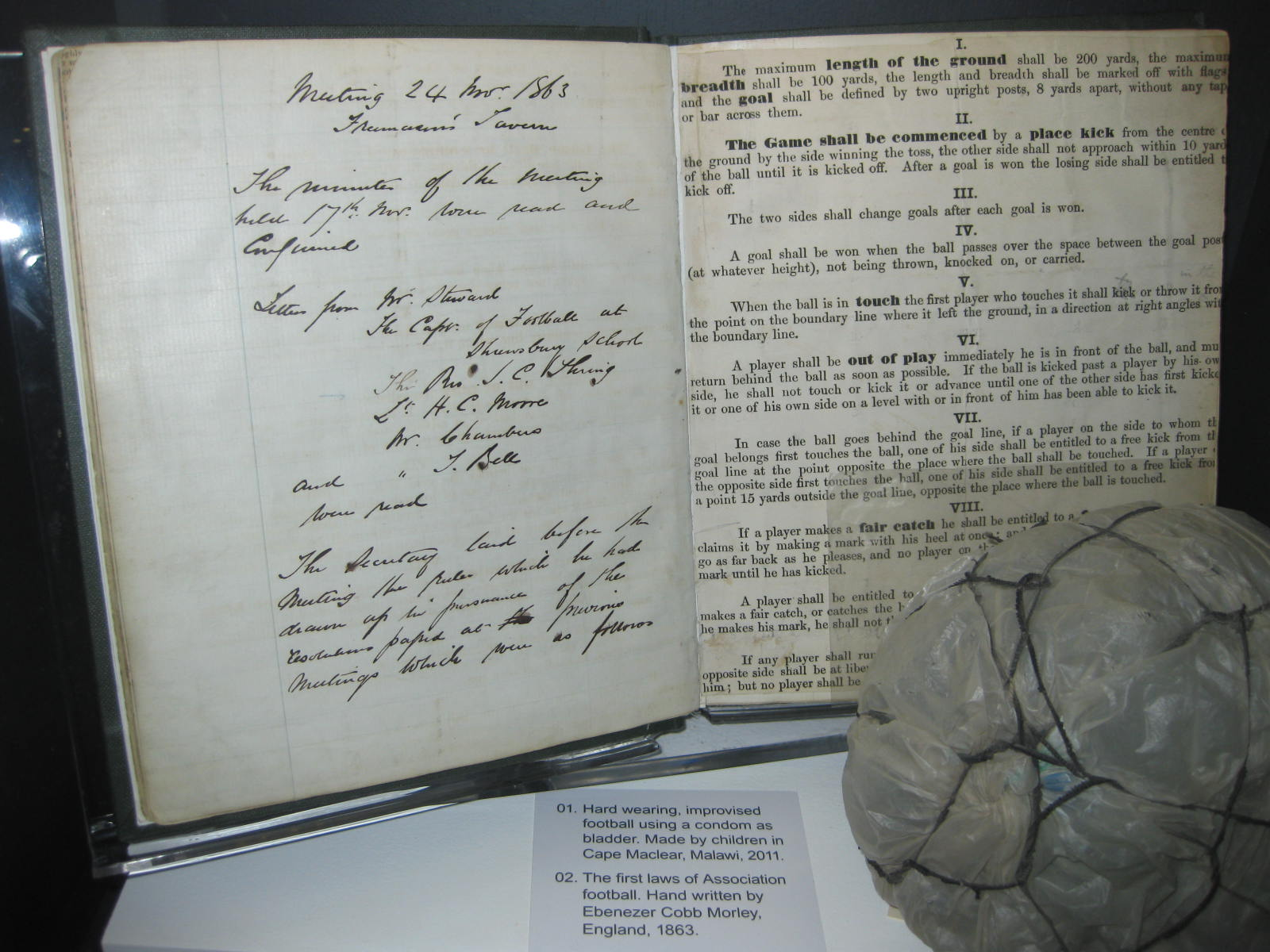
Um primeiro rascunho das "Leis do Jogo" originais escritas à mão, elaboradas em 1863, em nome da The Football Association, por Ebenezer Cobb Morley, em exibição no Museu Nacional do Futebol, em Manchester.

O futebol possui 17 regras, todas estabelecidas pela International Football Association Board (IFAB) no documento Laws of the Game (LOTG). A edição mais recente é de 1º de março de 2014 e entrou em vigor em 1º de junho do mesmo ano.

## História
Nos primórdios, o futebol praticado era bem diferente desse de hoje em dia. Para se ter uma ideia, os toques com a mão eram permitidos – e por qualquer jogador em campo. Os goleiros não existiam. Nem o passe para frente. As balizas sequer eram delimitadas em sua altura (com isso, cabia aos dois times decidir se a bola havia passado acima ou abaixo das traves laterais). E as Regras do Jogo não eram 17, como hoje, mas apenas 13 – o impedimento, o árbitro, o tempo e o pênalti foram introduzidos somente nos anos seguintes. Porém, por mais que as regras tenham sido alteradas (e atualizadas), a essência do jogo pouco mudou.
Segundo Emídio Marques de Mesquita, ex-árbitro e atual instrutor de arbitragem da FIFA, ao contrário do senso comum de que as regras do futebol são estáticas, “o que acontece é que elas mudam com critério, porque o sucesso do futebol está justamente em sua simplicidade.” Assim – e com medo de perder uma popularidade que jamais foi alcançada pelos esportes em constante mutação, como o vôlei ou o basquete –, o futebol prefere não mudar. Ou mudar muito pouco.
Uma mudança interessante, por exemplo, aconteceu em 1891. Até então o pênalti não existia. Ele foi sugerido por um irlandês, chamado William McCrum, e aprovado pela FIFA, depois que o zagueiro Hendry, do Notts County, evitou o gol do empate do Stoke City tirando com a mão uma bola em cima da linha. Era o último minuto da decisão da Copa da Inglaterra daquele ano, e a falta, cobrada a poucos centímetros do gol (como mandava a regra na época), deu em nada: o goleiro do Notts ficou postado na frente da bola e defendeu-a com facilidade. Ficou claro, ali, que alguma coisa tinha que ser feita.
Já um exemplo de uma regra que foi testada e não aprovada foi a cobrança do arremesso lateral com os pés. Ela foi testada (e reprovada) durante o Mundial Sub-17 disputado no Japão em 1993, e até virou regra na Segunda Divisão belga. Mas ninguém ficou a favor. A cobrança dos laterais com os pés praticamente eliminava o desenvolvimento do futebol no meio-de-campo.

### Primeiras Regras do Futebol
A primeira versão das Regras do Jogo trazia definições genéricas sobre o futebol. Delimitava o tamanho do campo, as infrações e as saídas de jogo. Pregos e placas de ferro estavam vetados das chuteiras. E as maiores diferenças para o esporte atual estavam no impedimento e no uso das mãos. Qualquer jogador do mesmo time à frente da linha da bola estava impedido, o que tornava os passes em progressão impossíveis. Além disso, o goleiro não existia e qualquer jogador poderia agarrar a bola no alto – ganhando uma cobrança de tiro livre se fizesse isso.
Em 1863, foram escritas as primeiras regras do football association. Foi nesse ano que Ebenezer Corb Morley, secretário-geral da Federação Inglesa, escreveu o “FA Minute Book”, que é quase consensualmente o momento fundador do futebol moderno. Essa obra marca o momento em que o futebol e o rugby começaram a percorrer caminhos diferentes, a ponto de hoje serem duas modalidades completamente distintas.
Os oito fundadores das primeiras regras do futebol são:
- Ebenezer Cobb Morley (1831-1924);
- Arthur Pember (1835-1886);
- Charles William Alcock (1842-1907);
- Francis Maule Campbell (1843-1920);
- John Forster Alcock (1841-1910);
- Herbert Thomas Steward (1839-1915);
- George Twizell Wawn (1840-1914);
- James Turner

Em 1865 a revista “Bells Life” publicou 14 regras, formuladas em reunião da entidade em 26 de outubro de 1863, que serviriam de base para a formulação das 17 regras atuais do futebol. Essa publicação trouxe mais duas alterações importantes na história do futebol. Foram autorizados os passes para a frente e a regra do impedimento foi alterada, considerando os jogadores em posição legal desde que houvesse três adversários entre eles e a linha de gol.
As 14 Regras publicadas pela “Bells Life” são:
| #   | Regra |
| --- | --- |
| 1   | O comprimento máximo do campo deverá ser de 200 jardas (180 metros) e a largura máxima deverá ser de 100 jardas (90 metros); o comprimento e a largura deverão ser separados com bandeiras, e o gol deverá ser delimitado por dois postes verticais distantes um do outro 8 jardas (7,32 metros) e não atravessados por nenhuma tira ou barra. |
| 2.  | A partida deverá iniciar com um chute de bola parada, do centro do campo, pelo time que vencer no sorteio por cara ou coroa; o time adversário não deverá aproximar-se da bola, num raio de 10 jardas (9,15 metros), até que o pontapé inicial seja dado. Após a marcação de um gol, a equipe perdedora terá direito a dar o pontapé inicial. |
| 3.  | Os dois times deverão trocar de campo caso acabe o primeiro ou segundo tempo. |
| 4.  | Um gol será conquistado quando a bola atravessar o espaço entre os postes do gol (a qualquer altura), sem ser arremessada, socada ou carregada com as mãos. |
| 5.  | Quando a bola estiver fora de campo, o jogador que reiniciar a partida deverá fazê-lo, chutando ou arremessando a bola, desde o ponto da linha lateral em que deixou o terreno de jogo, numa direção tal que forme um ângulo reto com a linha lateral. |
| 6.  | Um jogador estará impedido quando se colocar à frente da linha da bola. E deverá retornar após a bola, o mais rápido possível. Se a bola for chutada do seu próprio lado, passada por um jogador, ele não deverá tocá-la, nem avançar, até que um jogador do lado adversário a tenha chutado primeiramente, ou um jogador do seu próprio lado posicionado a sua frente ou no seu mesmo nível, tenha condições de chutá-la.                                                     |
| 7.  | Caso a bola vá para trás da linha de fundo, se um jogador ao qual o gol pertence tocar a bola primeiramente, um jogador do seu lado terá direito a dar um tiro livre, da linha de fundo do ponto oposto onde a bola deverá ser tocada. Se um jogador adversário tocar a bola primeiramente, um jogador do seu lado terá direito a dar um tiro livre, de um ponto situado a 15 jardas (aproximadamente 14 metros) fora da linha de fundo, oposto ao local onde a bola é tocada. |
| 8.  | Se um jogador fizer um fair catch¹, terá direito a um tiro livre, caso o solicite, fazendo um sinal com o calcanhar, imediatamente; e, para dar tal tiro, poderá avançar além de sua marca, até que tenha chutado. |
| 9.  | Um jogador terá permissão de correr com a bola, em direção ao gol adversário, se fizer um fair catch, ou dominar a bola no primeiro limite do campo; todavia, em caso de fair catch, se ele fizer um sinal, então não deverão correr. |
| 10. | Se um jogador correr com a bola, em direção ao gol do adversário, qualquer outro jogador do lado adversário terá permissão de atacá-lo, segurá-lo, passar uma rasteira, dar uma canelada³ ou tirar a bola dele; entretanto, nenhum jogador deverá ser detido e levar canelada ao mesmo tempo. |
| 11. | Nem rasteira nem canelada serão permitidas, e nenhum jogador deverá utilizar as mãos ou os cotovelos para segurar ou empurrar o adversário, exceto nos casos prescritos pela Lei nº 10. |
| 12. | Qualquer jogador poderá chargear (jogo de corpo) um outro, desde que ambos estejam em active play. Um jogador poderá chargear* mesmo que esteja impedido. |
| 13. | Um jogador terá permissão de arremessar a bola ou passá-la para outro, se fizer um fair catch ou dominar a bola no primeiro limite de campo. |
| 14. | Nenhum jogador terá direito a usar pregos, placas e ferro ou gutas-perchas, nas solas ou nos saltos de suas chuteiras. |

- FAIR CATCH: É quando a bola é dominada, após ter tocado o adversário, ou ter sido chutada, socada ou arremessada pelo adversário, e antes de ter tocado o campo ou algum jogador do lado que a está dominando; contudo, se uma bola for chutada de fora do campo, ou de trás da linha de fundo, um fair catch não poderá ser feito.

### Regra do Impedimento
O impedimento é a regra mais polêmica do futebol. Geram diversas discussões se as jogadas foram ou não impedidas.
Nos primórdios do futebol, os jogadores não tinham as posições definidas. Sendo assim, alguns se plantavam ao lado das balizas a fim de fazer o gol fazendo com que a partida ficasse sem emoção, ao mesmo tempo em que deixava um vazio no campo. Por isso, foi necessária a criação de regras de futebol.
A partir de 1896, foi instituído que um atacante só poderia receber a bola se houvesse pela frente a presença de três zagueiros; se assim não fosse, era impedido de marcar o gol. Com essa nova lei, os times se obrigaram a adotar táticas relacionadas ao posicionamento dos jogadores em campo, visto que a partida não podia ser mais jogada de qualquer maneira.
Assim, os zagueiros passaram a avançar para que o atacante não recebesse a bola na presença de três zagueiros atrás.
Os estudiosos do esporte, então, viram uma falha e alteraram esta regra da seguinte forma: “Estaria impedido todo aquele que, do meio de campo para frente, não tivesse à sua frente pelo menos dois adversários”.

### Principais Mudanças
| Ano  | Mudança | Ref.   |
| ---- | --- | ------ |
| 1865 | As traves das balizas passam a ter uma fita entre elas, para delimitar a altura da balizas. Uma espécie de protótipo do travessão, que foi instituído apenas dez anos depois. | [ 2 ]  |
| 1866 | Os passes para frente foram legalizados, desde que três adversários estivessem entre o recebedor e o gol. Aí nasceu a regra do impedimento. Além disso, pegar a bola com as mãos no ar passou a ser proibido, tornando cabeçadas e matadas no peito comuns. | [ 2 ]  |
| 1868 | Apesar de marcarem presença desde 1867, o árbitro e os bandeirinhas só foram oficializados em 1868. Dez anos depois, o árbitro ganhou um apito, utilizado pela primeira vez em um jogo entre Nottingham Forest e Sheffield Norfolk. Em 1891, passou a poder apitar de dentro do campo. | [ 3 ]  |
| 1869 | Nasce o tiro de meta. Antes, a bola que saísse pela linha de fundo era do time que a pegasse primeiro, ganhando uma cobrança de falta. | [ 2 ]  |
| 1871 | Apenas um jogador passa a poder pegar a bola com as mãos. Nasce o goleiro. | [ 2 ]  |
| 1872 | Os goleiros só podem pegar a bola com as mãos no próprio campo. Os escanteios são introduzidos. | [ 2 ]  |
| 1874 | Os árbitros passam a existir, um para cada lado do campo. Antes, as discussões sobre as jogadas eram feitas pelos capitães. No mesmo ano, os times passam a trocar de campo depois do intervalo, o que acontecia a cada gol. | [ 2 ]  |
| 1875 | Introdução do travessão | [ 2 ]  |
| 1877 | O tempo de jogo é fixado em 90 minutos. | [ 2 ]  |
| 1891 | - Os pênaltis são introduzidos. Podem ser cobrados de qualquer posição a 12 jardas do gol. A criação se deu depois que um jogador espalmou uma bola no último minuto de um jogo da Copa da Inglaterra. - Também naquele ano, um novo árbitro passou a entrar em campo e os dois que já existiam passaram a atuar como assistentes. E os gols ganharam redes. | [ 2 ]  |
| 1892 | Foram criados os acréscimos, depois que um goleiro chutou a bola para fora do campo, a fim de evitar a cobrança do pênalti. Quando a bola foi devolvida, o tempo já tinha acabado. | [ 2 ]  |
| 1895 | Os laterais passam a ser dos oponentes do time que tocou a bola por último. Antes, eram de quem pegasse a bola primeiro. | [ 2 ]  |
| 1902 | As áreas foram criadas. | [ 2 ]  |
| 1904 | A lei da vantagem passa a ser aplicada pelos árbitros. | [ 2 ]  |
| 1907 | Um jogador não pode estar impedido em seu próprio campo. | [ 2 ]  |
| 1912 | Os goleiros têm suas ações com a mão delimitadas à própria área. Além disso, eles precisam vestir uniformes diferentes aos dos companheiros. | [ 2 ]  |
| 1913 | A distância mínima de 10 jardas (9,15 m) para o posicionamento dos adversários nas cobranças de faltas passou a ser prevista nas regras. | [ 3 ]  |
| 1924 | Os gols de escanteio são permitidos. A Argentina anota o primeiro, contra o Uruguai, o então campeão olímpico. Assim foi batizado o ‘gol olímpico’. | [ 2 ]  |
| 1925 | A lei do impedimento passa a ser considerada a partir de dois jogadores entre o receptor do passe e o gol, não mais três. | [ 2 ]  |
| 1937 | Surgiu a meia-lua, que serve somente para delimitar a distância (as famosas 10 jardas, ou 9,15 m) que os jogadores (tirando goleiro e cobrador) devem respeitar na hora do pênalti. | [ 3 ]  |
| 1938 | - As leis são re-escritas completamente por Stanley Rous. - Um jogador pode ser expulso por "falta grave". |        |
| 1939 | Os números na camisa se tornam obrigatórios. | [ 2 ]  |
| 1958 | Uma substituição é permitida, mas só em caso de lesão. Doze anos depois, duas substituições passam a valer, mesmo que por razões táticas. | [ 2 ]  |
| 1970 | Os pênaltis passam a decidir jogos empatados. O sistema de cartões é criado, baseado nos semáforos de trânsito. | [ 2 ]  |
| 1980 | Agressões explícitas, como cuspir no adversário, passaram a ser consideradas como conduta violenta. | [ 3 ]  |
| 1987 | O árbitro recebeu orientação formal para acrescer a cada período de jogo alguns minutos para compensar paralisações. | [ 3 ]  |
| 1988 | A International Football Association Board acrescentou um adendo sobre os postes das balizas, dizendo: “Os postes devem ser pintados na cor branca” | [ 3 ]  |
| 1992 | Os goleiros são proibidos de agarrar bolas recuadas por seus companheiros com os pés. | [ 2 ]  |
| 1993 | É criada a área técnica à beira do campo. | [ 2 ]  |
| 1994 | A FIFA passa a valorizar a busca pela vitória, que começa a valer três pontos, e não mais 2, como era até então. | [ 7 ]  |
| 1995 | Três substituições são permitidas. | [ 2 ]  |
| 2012 | A Tecnologia da Linha de Gol é utilizada pela 1.ª vez em competições oficiais da Fifa. | [ 2 ]  |
| 2016 | A IFAB redesenhou o livro das regras para tornar sua aparência e seu conteúdo apropriados para o futebol no século XXI. Foram riscadas, por exemplo, um total de aproximadamente 10 mil palavras do regulamento anterior. Muitas vezes, se tratavam de minúcias. | [ 8 ]  |
| 2018 | - Introdução do VAR nas regras do jogo (seu uso passou a ser permitido, mas não obrigatório). - Uma quarta substituição é permitida no tempo extra. | [ 9 ]  |
| 2019 | - Gols marcados diretamente com a mão ou oportunidades de gol criadas depois de ganhar a posse da bola com a mão, mesmo que de forma acidental, não serão mais permitidos. - Jogadores substituídos terão a obrigação de deixar o campo na linha mais próxima, seja lateral ou de fundo. - Não haverá mais obrigação de que a bola deixe a grande área na saída de bola em tiros de meta ou cobranças de falta dentro da área. - O árbitro deve interromper o jogo para dar bola ao chão quando a bola bater em seu corpo. - Os goleiros, que antes deveriam permanecer na linha para poder defender uma cobrança de penalidade máxima, agora só serão obrigados a manter um de seus pés sobre a linha de gol. - Má conduta de membros de comissões técnicas será punida com cartões amarelos ou vermelhos, assim como já acontece com atletas. | [ 10 ] |

### Mudanças não tão significativas
- 1989 - Desapareceu das regras a expressão “chuteira”, passando a ser exigido apenas um calçado qualquer.[3]
- 1990 - Por questão de segurança, tornou-se obrigatório o uso de caneleiras.[3]
- 1990 - A Fifa passou, também, a exigir que o “calção térmico” usado pelos jogadores para aquecer os músculos tivesse a mesma cor do calção.[3]
- 2003 - As camisas sem mangas, utilizadas pelos jogadores de Camarões durante os jogos da Copa da África de 2002, foram proibidas pela Fifa.[3]

## As Regras[11]
No livro de regras do futebol, antes de serem explicitadas as 17 leis do esporte, há uma página destinada às "Notas Relativas às Leis do Jogo". Conforme o livro de regras, o texto é o seguinte:
• dimensão do terreno de jogo;
• circunferência, peso e matéria da bola;
• dimensões das balizas;
• duração dos períodos do jogo;
• substituições;

### Regra 1: O terreno do jogo

O terreno do jogo, com as medidas oficiais.

- O campo de jogo deve ser retangular, com um máximo de 120 m e um mínimo de 90 m de comprimento, por uma largura máxima de 90 m e mínima de 45 m. Em partidas internacionais, essas medidas mudam para 110/100 m de comprimento e 75/64 m de largura.
- Deve ser marcado com linhas visíveis de no máximo 12 cm de largura, sendo chamadas laterais as mais longas e de fundo as mais curtas. Em cada canto do retângulo deve haver uma bandeirola de no máximo 1,50 m de altura.
- O centro do campo será marcado com um ponto, em torno do qual se traçará uma circunferência com 9,15 m de raio.
- A pequena área será delimitada por duas linhas perpendiculares à linha de fundo, traçadas a 5,50 m de cada trave e avançando 5,50 m para dentro do campo, unidas então por outra linha.
- A grande área terá linhas semelhantes, colocadas a 16,50 m de cada trave a avançando outros 16,50 m campo adentro. Essa também é a área de pênalti, penalidade a ser cobrada de um ponto situado a 11 m do centro do gol. Desse ponto serão traçados, no exterior de cada grande área, arcos com 9,15 m de raio.
- Bandeirinhas de escanteio - Em cada canto do campo de jogo será colocado um poste não pontiagudo com uma bandeirinha. A altura mínima do poste será de 1,5m de altura. Também poderão ser colocadas bandeirinhas em cada extremidade da linha do meio de campo, a uma distância mínima de 1 metro do lado de fora da linha lateral do campo.
- Em cada canto, a partir da bandeirola, devem ser traçados arcos com 1 m de raio.
- Balizas: Na parte central de cada linha de fundo serão colocadas traves, separadas entre si, interiormente, por 7,32 m, unidas em cima por um travessão colocado a 2,44 m do solo. Estes postes e estes travessões deverão ser de cor branca. A largura ou diâmetro das traves e travessões não pode exceder 12 cm, e do lado de fora do campo elas podem ser guarnecidas por redes. Se forem usadas, estas redes devem ser fixadas nas metas e no solo atrás da meta, com a condição de que estejam presas de forma conveniente e não atrapalhem o goleiro.[nt 1]

### Regra 2: A bola
A bola de jogo deve:
- Ser esférica;
- Ser de borracha ou outro material duro;
- Com uma circunferência não superior a 70 cm e não inferior a 68 cm;
- Com peso não superior a 450 g e não inferior a 410 g, no começo da partida;

Substituição da bola defeituosa: Se a bola rebentar ou se deformar no decorrer do jogo, dever-se-á interromper o jogo, e trocar-se a bola com as condições adequadas, por um lançamento ao solo no local em que se encontrava a primeira bola no momento em que se deteriorou, a não ser que o jogo tivesse sido interrompido dentro da área de baliza, sendo neste caso o lançamento de bola ao solo feito sobre a linha da área de baliza paralela à linha de baliza, no ponto mais próximo do local em que a bola original se encontrava quando o jogo foi interrompido. Se a bola rebentar ou se deformar quando não está em jogo antes da execução dum pontapé de saída, baliza, canto, livre, grande penalidade ou lançamento da linha lateral, o jogo começa em conformidade.

### Regra 3: Os jogadores
A partida será jogada por duas equipes formadas por no máximo 11 jogadores e no mínimo 7. A partida não pode ser iniciada se um dos times estiver com menos de sete jogadores, dos quais um será o goleiro.
Em competições oficiais organizadas: pela FIFA, o máximo de substituições num jogo é de três jogadores. O regulamento da competição deve precisar o número de suplentes — entre três no mínimo e sete no máximo — que é possível designarem nessa qualidade. Em jogos de Seleções Nacionais "A", pode-se utilizar um máximo de seis suplentes. Nos restantes jogos, é possível utilizar-se um maior número de suplentes, desde que haja um acordo prévio entre as equipes envolvidas quanto ao número máximo de substituições e que o árbitro seja informado antes do início do jogo.
A substituição de jogadores só ocorre com a autorização do árbitro, e deve ocorrer fora do terreno de jogo, junto à linha do meio campo. O jogador substituto só pode entrar em campo, quando o substituído já tiver saído. Se a substituição ocorrer de forma irregular, o árbitro deverá paralisar a partida, ordenar a saída do jogador que entrou irregularmente e reiniciar o jogo com um pontapé de tiro livre indireto.
Considera-se a substituição como consumada no momento em que o suplente entra em campo. O jogador substituído não pode voltar a jogar mais no jogo. Em qualquer jogo, os nomes dos suplentes deverão constar na ficha de jogo antes do início da partida. Caso contrário, os jogadores não poderão participar da partida, por não terem sido inscritos.
Os goleiros podem ser substituídos por uma vez: na segunda vez, entrará como goleiro um defensor, com a devida ordem do árbitro.
Nota: Todos os suplentes estão sujeitos à autoridade e decisão do árbitro, quer sejam ou não chamados a jogar.

### Regra 4: Equipamento dos jogadores
Os jogadores não podem utilizar nenhum objeto que seja perigoso para eles mesmos ou para os demais jogadores (incluindo qualquer tipo de joias). O uniforme completo consiste de:
- Camisa de mangas curtas ou compridas
- Calções
- Meias compridas
- Caneleiras (material adequado)
- Chuteiras com cravo
- Munhequeiras

As cores das camisas das duas equipes devem ser diferentes, para não confundir o público e nem a arbitragem. Cada guarda-redes (PT-PT) ou goleiro (PT-BR) deve usar um equipamento de cores que o distingue dos jogadores, do árbitro e dos árbitros assistentes.
A cor da camisa do quarteto de arbitragem deve ser diferente das cores das camisas de ambos os times, e cada um deve contar com seu próprio número.

### Regra 5: O árbitro central
Cada partida será controlada por um árbitro, que terá a autoridade total para se fazer cumprir as regras de jogo na partida para a qual tenha sido designado.
O árbitro controlará a partida em cooperação com os árbitros assistentes. Interromperá, suspenderá ou finalizará a partida quando julgar oportuno, no caso de que se cometam infrações às regras de jogo.
As decisões do árbitro sobre fatos em relação com o jogo são definitivas.
O árbitro poderá mudar sua decisão unicamente se perceber que sua decisão é incorreta ou, se o julgar necessário, conforme indicação de outro membro do quarteto de arbitragem, sempre que ainda não tenha reiniciado a partida.
A reclamação com o árbitro acerca do que ele tenha apitado pode custar ao atleta uma expulsão, caso aquele se sinta ofendido.

### Regra 6: Os árbitros assistentes
São dois os árbitros assistentes, sempre submetidos à decisão do árbitro. Eles têm o dever de indicar:
- quando a bola sair completamente do campo de jogo
- a que equipe pertence o arremesso lateral ou se é pontapé de baliza ou de canto
- quando deverá ser punido um jogador por estar em posição de fora-de-jogo
- quando for solicitada uma substituição
- quando ocorrer uma infração ou um incidente fora do campo visual do árbitro
- quando forem cometidas infrações em que os árbitros assistentes estejam mais perto da ação que o árbitro (isso inclui em certas circunstâncias, infrações cometidas dentro da área penal)
- quando, nos pontapés de grande penalidade, o guarda-redes se adiantar além da linha de baliza antes de a bola ser chutada e se a bola ultrapassar a linha de baliza.

### Regra 7: Duração da partida
A partida deve durar 90 minutos, divididos em dois tempos de 45 minutos, com um intervalo de no máximo 15 minutos.
O intervalo não deve exceder os 15 minutos. Um jogo interrompido definitivamente antes do seu termo deve ser repetido, salvo disposição contrária estipulada no regulamento da competição. No futebol moderno, quase todos os jogos devem ter  seu tempo de acréscimo, que varia de um a vários minutos além dos 90 minutos regulamentares. Para tal, basta que o jogo seja interrompido por motivos de falta de energia elétrica, invasões de campo por torcedores, brigas, contusões sérias e outros.

### Regra 8: O início e o reinício do jogo
Para começar, será lançada uma moeda e a equipe que ganhar iniciará dando uma direção ao jogo. O lançamento inicial é uma forma de iniciar-se e reiniciar-se o jogo. Caso aconteça alguma falta ou infração, o árbitro deixará cair a bola no lugar onde em que ela se encontrava quando foi interrompida a partida, e o jogo será considerado reiniciado quando a bola tocar o solo.

### Regra 9: A bola em jogo e fora de jogo
A bola está fora de jogo quando:
- Tiver ultrapassado completamente uma das linhas que delimitam o campo, seja por terra ou pelo ar;
- O jogo tiver sido interrompido pelo árbitro.

A bola está em jogo quando:
- Rebater nas traves, travessões ou nas bandeirinhas de canto, retornando para dentro do perímetro do campo de jogo;
- Rebater no árbitro ou nos assistentes.

### Regra 10: O gol
Quando um jogador chuta uma bola para o gol do seu time, é gol contra, o que significa que o jogador fez um gol pelo time adversário (a favor do time adversário). Também há o gol direto, em que via de regra o jogador vai até o campo adversário, chuta a bola e marca o tento; e o gol indireto, no qual o jogador passa a bola para outro, que faz o gol.

### Regra 11: O impedimento
Ver artigo: Impedimento (futebol)

O fora-de-jogo (ou impedimento) é uma das maiores polêmicas do futebol. Na imagem, o atacante azul, à esquerda do diagrama, está em posição de impedimento, pois está à frente do penúltimo defensor (marcado pela linha pontilhada) e da bola, mas para marcar a infração, ele deve estar participando do jogo.

A regra de impedimento entende-se melhor quando a dividimos em duas partes: a posição de impedimento e a marcação da irregularidade.
Um jogador se encontra em posição de impedimento quando quatro condições se cumprem:
- Este jogador está no campo de ataque;
- Ele está mais próximo da linha de fundo adversária do que a própria bola;
- Ele se encontra mais próximo da linha de fundo adversária do que o penúltimo oponente — qualquer parte do seu corpo, tronco, cabeça ou pés, exceto as mãos;
- O companheiro que lhe passa diretamente a bola não está cobrando um tiro de meta, um escanteio ou um arremesso lateral.

Porém, o simples fato de um jogador estar em posição de impedimento não implica a marcação automática da irregularidade. O juiz só deve apitar tiro livre indireto, paralisando o jogo, no momento em que a bola tocar acidentalmente esse jogador em posição irregular, ou no momento em que a bola lhe for destinada num passe direto, e mesmo assim, somente quando na opinião do juiz, uma das três condições abaixo se cumpra:
- O jogador em posição de impedimento participa ativamente da jogada: ao receber um passe, ou desviar a bola;
- Esse jogador obtém vantagem direta a partir do impedimento: ao aproveitar um rebote, se no momento do chute ou cabeçada estava adiantado;
- Ele atrapalha diretamente um adversário: ao obstruir claramente sua visão, ou enganá-lo com uma finta de corpo.

### Regra 12: Faltas e condutas irregulares
Caso seja marcada a falta, as opções do árbitro são as seguintes:

#### Tiro livre direto
Quando um jogador desferir um "carrinho" (golpe rasteiro em que o agressor desliza pelo gramado, com a intenção de chutar a bola ou a perna de apoio do jogador que está com a posse da bola), ou aplicar um empurrão, um soco, um pontapé ou qualquer outro tipo de agressão, se o árbitro achar que o jogador teve a intenção de machucar o adversário.

#### Pênalti
Será marcado toda vez que a falta ocorrer dentro da grande área.

#### Tiro livre indireto
É marcado sempre que um jogador assume uma conduta antidesportiva, como impedir o progresso do adversário, segurar a bola com as mãos (qualquer jogador) e, no caso do goleiro, por mais de seis segundos, tocar a bola com as mãos fora da área (no caso dos goleiros), entre outros.

##### Recuo deliberado com os pés para o goleiro
Até 1992, era permitido aos jogadores recuarem a bola para o goleiro, e ele agarrá-la. A partir de então, a fim de dar mais dinâmica ao jogo, pois algumas equipes se aproveitavam dessa "brecha" na regra para travar o jogo deliberadamente, foi introduzida uma regra na qual os goleiros foram proibidos de agarrar bolas recuadas por seus companheiros com os pés. Segundo essa nova regra, "se o goleiro tocar a bola com as mãos depois de ela ter sido intencionalmente passada com o pé por um jogador de sua equipe, deve ser punido com um tiro livre indireto". Conforme explicado pelo ex-árbitro Leonardo Gaciba, em seu blog no GloboEsporte.com, "caso um atleta receba uma bola com o pé, por exemplo, e levante a mesma e recue deliberadamente a bola para o goleiro com a cabeça, o lance deve ser paralisado, antes mesmo de o goleiro tocar na bola, e marcado tiro livre indireto e cartão amarelo no local onde o zagueiro fez a infração por conduta inconveniente. Neste caso a infração é do defensor e a regra prevê que independe a reação do goleiro". O mesmo entendimento vale para um goleiro, por exemplo, que lance a bola na cabeça de um defensor para que este devolva a bola de cabeça ao goleiro.

#### Sanções disciplinares
Um jogador será punido com cartão amarelo se agredir um jogador da equipe adversária, discutir com algum membro do outro time ou com o árbitro. Se o mesmo jogador levar dois cartões amarelos na mesma partida, automaticamente levará um cartão vermelho e será expulso do jogo; mas, se o árbitro achar necessário, poderá aplicar um cartão vermelho sem antes ter aplicado um cartão amarelo.
Regulamenta os tiros livres diretos e indiretos. O tiro livre direto ocorre quando o jogador é autorizado a chutar para qualquer direção sem a ajuda de outro jogador. No caso do tiro livre indireto, é necessário que outro jogador toque na bola para que esta seja considerada em jogo. Nos dois casos, a bola deve estar parada para que o juiz autorize a cobrança, os jogadores adversários devem estar a, no mínimo, 9,15 m da bola e a cobrança deve ser feita no local onde a infração ocorreu.
O pênalti é aplicado na maioria das modalidades de futebol, tais como futebol de campo, futsal, futebol de salão, futebol society, etc. O pênalti ocorrido durante a partida pode ser cobrado em dois toques, desde que a bola seja rolada para frente e o segundo jogador a tocar nela esteja fora da área no momento da cobrança. No caso de decisão de resultado por pênaltis, isso não é permitido.
O goleiro defensor não poderá usar de estratégias com a finalidade de desestruturar o batedor com o intuito de tirar vantagens psicológicas durante uma cobrança de penalidade máxima.
O que pouca gente sabe é que, quando a marcação de pênalti surgiu, em 1891, a bola podia ser batida de qualquer ponto a 11 metros do gol.

### Regra 13: Tiro livre direto
Tanto para os tiros livres indiretos como para os diretos, a bola deverá estar imóvel quando se lança o tiro e o executor não poderá voltar a jogar a bola antes de que esta tenha tocado outro jogador.

### Regra 14: Pênaltis
Será concedido um tiro penal contra a equipe que cometer uma das dez faltas que levam a um tiro direto, dentro de sua própria área penal enquanto a bola está em jogo.
Um gol poderá ser marcado diretamente de um tiro penal.
Será concedido tempo adicional para poder executar-se um tiro penal ao final de cada tempo ou ao final dos períodos suplementares.
Posição da bola e dos jogadores:
- A bola: será colocada no ponto penal.
- O executor do tiro penal: deverá ser devidamente identificado.
- O goleiro defensor: deverá permanecer sobre sua própria linha de meta, frente ao executor do tiro penal, entre os postes de meta até que a bola esteja em jogo.
- Os jogadores, exceto o executor do tiro, estarão colocados: no campo de jogo; fora da área penal; atrás do ponto penal ,a um mínimo de 9,15 m do ponto penal.
- O árbitro: não dará o sinal para execução do tiro penal até que todos os jogadores se encontrem colocados em uma posição conforme a regra; decidirá quando se tenha consumado um tiro penal.
- Procedimento: o executor do tiro penal chutará a bola para frente; não poderá voltar a jogar a bola até que esta não tenha tocado outro jogador; a bola está em jogo no momento em que for chutada e colocada em movimento.
- Quando se executa um tiro penal durante o curso normal de uma partida ou quando o período de jogo tiver sido prorrogado no primeiro tempo ou ao final do tempo regulamentar com o objetivo de lançar ou voltar a lançar um tiro penal, se concederá um gol se, antes de passar entre os postes e abaixo do travessão: a bola tocar um ou ambos os postes, ou o travessão ou o goleiro.

Contravenções/Sanções:
- Se o árbitro dá o sinal de executar o tiro penal e, antes que a bola esteja em jogo, ocorre uma das seguintes situações:
- O executor do tiro infringe as regras de jogo: o árbitro permitirá que continue a jogada; se a bola entra na meta, se repetirá o tiro; se a bola não entra na meta, não se repetirá o tiro.
- O goleiro infringe as regras de jogo: o árbitro permitirá que continue a jogada; se a bola entra na meta, se concederá um gol; se a bola não entra na meta, se repetirá o tiro.
- Um companheiro do executor do tiro penetra na área penal ou se coloca diante do ponto penal ou a menos de 9,15 m dele: o árbitro permitirá que continue a jogada; se a bola entra na meta, se repetirá o tiro; se a bola não entra na meta, não se repetirá o tiro; se a bola rebota no goleiro, no travessão ou em um poste de meta e é tocada por este jogador, o árbitro interromperá a partida e a reiniciará com o tiro livre indireto a favor da equipe defensora.
- Um companheiro do goleiro penetra na área penal ou se coloca diante do ponto penal ou a menos de 9,15 m: o árbitro permitirá que continue a jogada; se a bola entra na meta, se concederá um gol; se a bola não entra na meta, se repetirá o tiro.
- Um jogador da equipe defensora e um da equipe atacante infringem as regras do jogo: o tiro será repetido. Se, depois de que se tenha lançado um tiro penal, o executor do tiro toca pela segunda vez a bola (exceto com suas mãos), antes que esta tenha tocado outro jogador, será concedido tiro livre indireto à equipe contrária desde o lugar onde se cometeu a falta.
- Se o executor tocar intencionalmente a bola com as mãos antes que ela tenha tocado a outro jogador: será concedido um tiro livre direto à equipe contrária desde o lugar onde se cometeu a falta.
- A bola toca qualquer outro objeto no momento em que se move para frente: o tiro será repetido.
- A bola rebota ao campo de jogo do goleiro, do travessão uso dos postes, e toca logo depois em qualquer outro objeto: o árbitro interromperá o jogo; o jogo se reiniciará com a bola ao chão desde o lugar onde tocou o objeto.

### Regra 15: Arremesso lateral

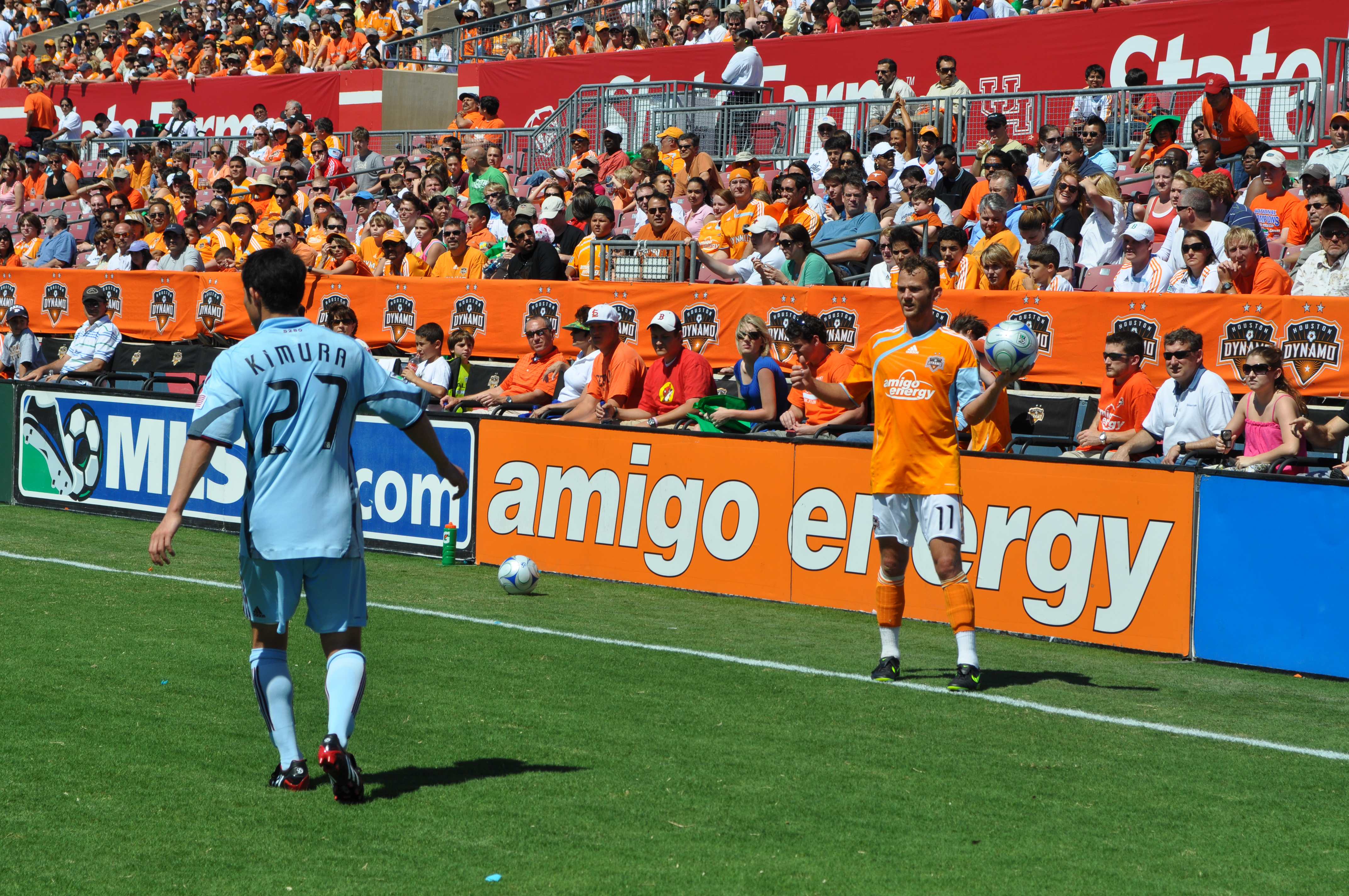
Arremesso lateral

O lançamento lateral deve ser executado com as mãos, sempre repondo a bola em jogo quando esta sair por uma das linhas laterais. Um gol não pode ser marcado diretamente de um arremesso lateral. No momento do lançamento, o jogador deve estar de frente para o campo, com os dois pés sobre a linha lateral ou sobre o terreno exterior a esta linha e segurando a bola com as duas mãos e acima da cabeça.

### Regra 16: Tiro de meta

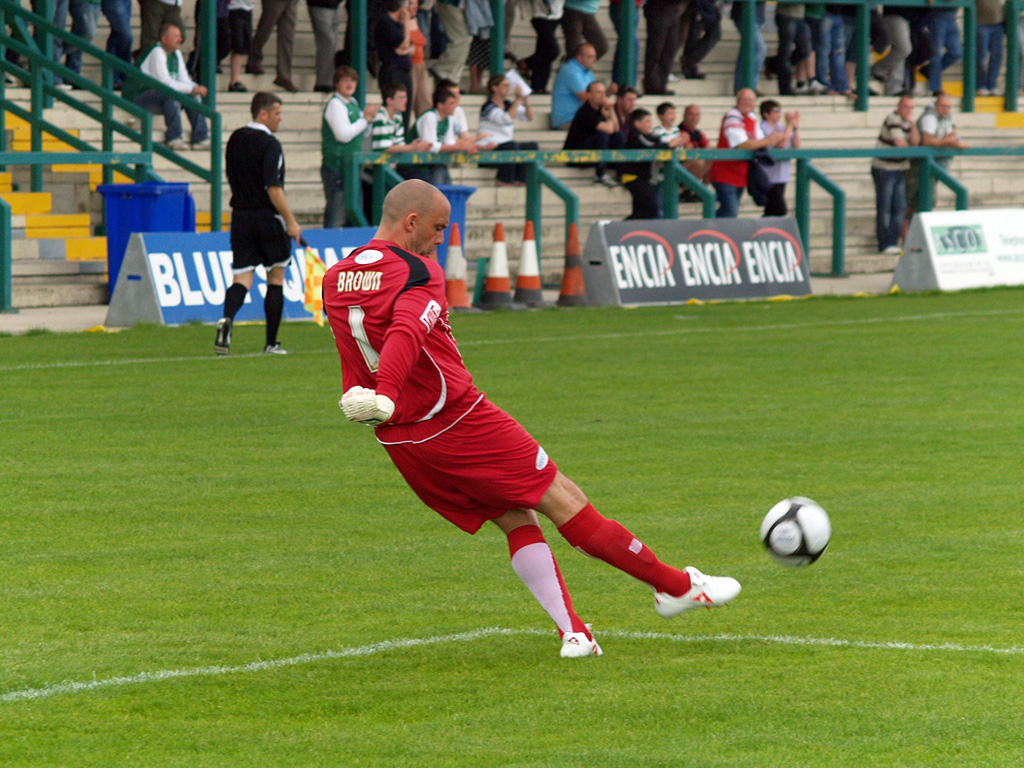
Pontapé de baliza (tiro de meta)

O tiro de meta(pt-BR) ou pontapé de baliza(pt-PT?)é um dos métodos para reiniciar-se a partida. Deve ser feito pela equipe defensiva quando a bola sair completamente do campo pela linha de fundo sem que um gol tenha sido marcado, tendo sido tocada por último por um jogador atacante adversário.
Um gol pode ser marcado diretamente a partir de um pontapé de baliza, mas apenas contra o lado do adversário (ou seja, um gol contra não pode ser marcado).
Quando o goleiro posiciona a bola para dar o pontapé de baliza, o adversário não pode roubar-lhe a bola, somente depois que o goleiro tocar nela.

### Regra 17: Escanteio

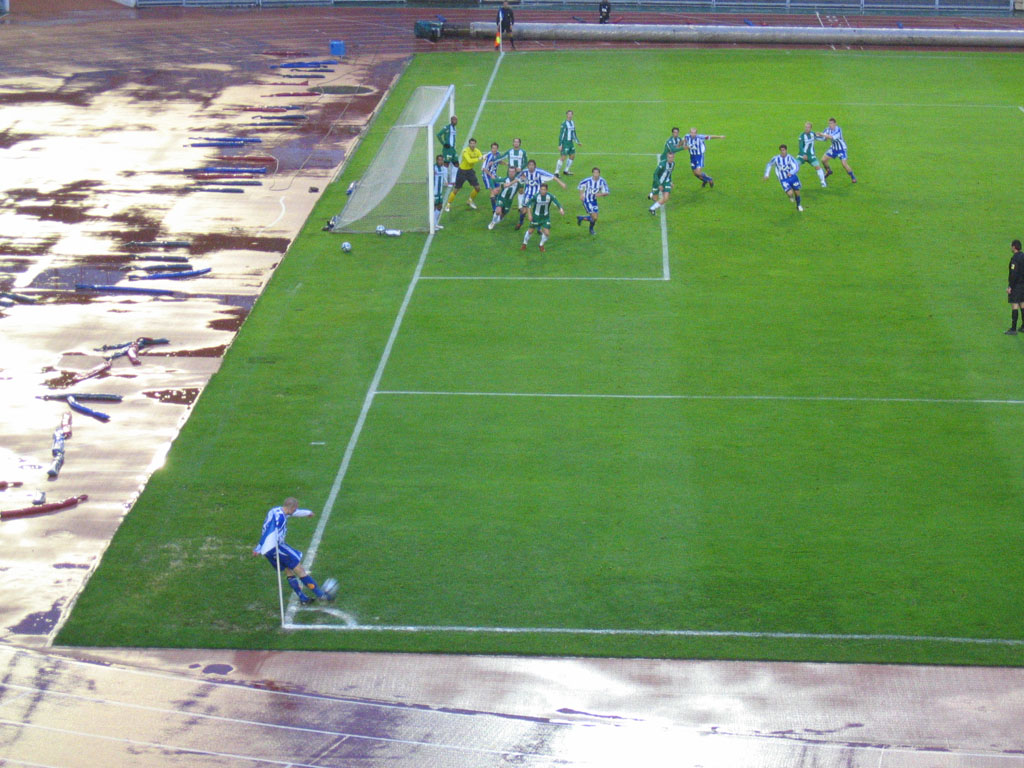
Jogador cobrando um pontapé de canto (escanteio)

O escanteio (português brasileiro) ou pontapé de canto (português europeu) é um dos métodos para recomeçar o jogo. Um escanteio é assinalado quando a bola ultrapassar completamente a linha de baliza, quer seja rente ao solo, quer pelo ar, tocada em último lugar por um jogador da equipe defensora, sem que um gol tenha sido marcado. É sempre cobrado com os pés.

### Mudanças de 2016
A 130.ª Reunião da IFAB, realizada em Cardiff no dia 5 de março de 2016, aprovou, com unanimidade, uma ampla revisão das Regras do Jogo pela Subcomissão Técnica da IFAB. Essa revisão é provavelmente a mais abrangente na história. As principais mudanças são:
- Pênalti - Quem der a chamada "paradinha" para fazer o goleiro saltar prematuramente para um canto do gol será punido com um cartão amarelo, e a equipe adversária ganha uma cobrança de falta (tiro livre indireto).[19]
- Cartão vermelho ao último defensor - Caso o último defensor faça uma falta, ele é punido com cartão vermelho. A partir de agora, caso ele tenha visado a bola ao derrubar o adversário, por exemplo, poderá receber apenas cartão amarelo.[19]
- Cartões vermelhos - Poderão ser aplicados não somente durante o jogo, mas até mesmo antes do apito inicial caso jogadores tenham comportamento antiesportivo. Apesar do cartão vermelho recebido antes do jogo iniciar-se, o time pode mandar 11 jogadores a campo.[19]
- Pausa em contusão - Atletas poderão ser atendidos dentro de campo se a equipe médica conseguir fazê-lo em até 20 segundos. Até então, independentemente da duração do atendimento, o jogador tinha que sair de campo e aguardar autorização do árbitro para voltar ao jogo.[19]
- Pontapé inicial - Até então, o primeiro toque de bola da partida tinha que ser necessariamente para a frente. Pelas novas regras, ele pode ser para trás, para o lado ou até para o goleiro.[19]
- Barreira com os próprios atletas - Muitas equipes gostam de colocar, durante uma cobrança de falta, uma linha de jogadores logo atrás da barreira defensiva para atrapalhar a visão do goleiro. Isso agora não é mais permitido.[19][nt 2]
- Parada técnica - A partir de agora a chamada parada técnica passa a ser permitida, em condições climáticas muito quentes.
- Cobrança de lateral - Um lançamento com uma mão, em que a outra apenas apoia a bola era permitido. A partir de agora, ao cobrar a lateral, o jogador deve arremessar a bola com as duas mãos.[19]
- Jogar sem chuteiras - Se um jogador perde uma chuteira durante o jogo, a partida não será mais imediatamente interrompida. O atleta pode continuar a jogar descalço até a próxima interrupção. O mesmo se aplica a quem perde a caneleira.[20]
- Roupa íntima - deverá ter a mesma cor que o calção do uniforme.[19]